# 2013年美國
|        | 美國歷史 \| 美國歷史年表                                                                                                   |
| 世紀： | 20世紀美國 \| 21世紀美國 \| 22世紀美國                                                                                     |
| 年代： | 1980年代美國 \| 1990年代美國 \| 2000年代美國 \| 2010年代美國 \| 2020年代美國 \| 2030年代美國 \| 2040年代美國               |
| 年份： | 2009年美國 \| 2010年美國 \| 2011年美國 \| 2012年美國 \| 2013年美國 \| 2014年美國 \| 2015年美國 \| 2016年美國 \| 2017年美國 |
| 紀年： | 美国独立237周年 |

## 聯邦政府

總統：贝拉克·奥巴马
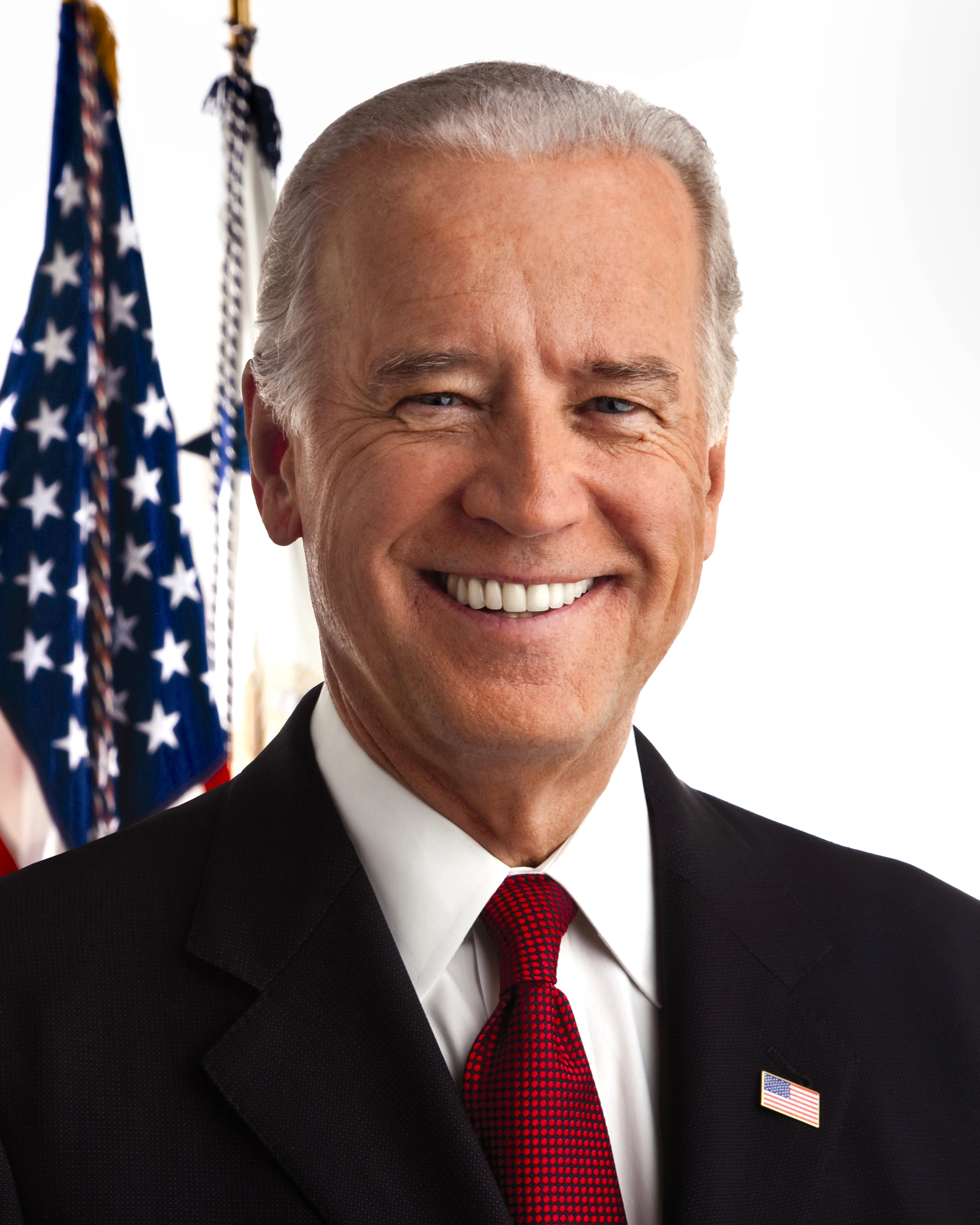
副總統：乔·拜登
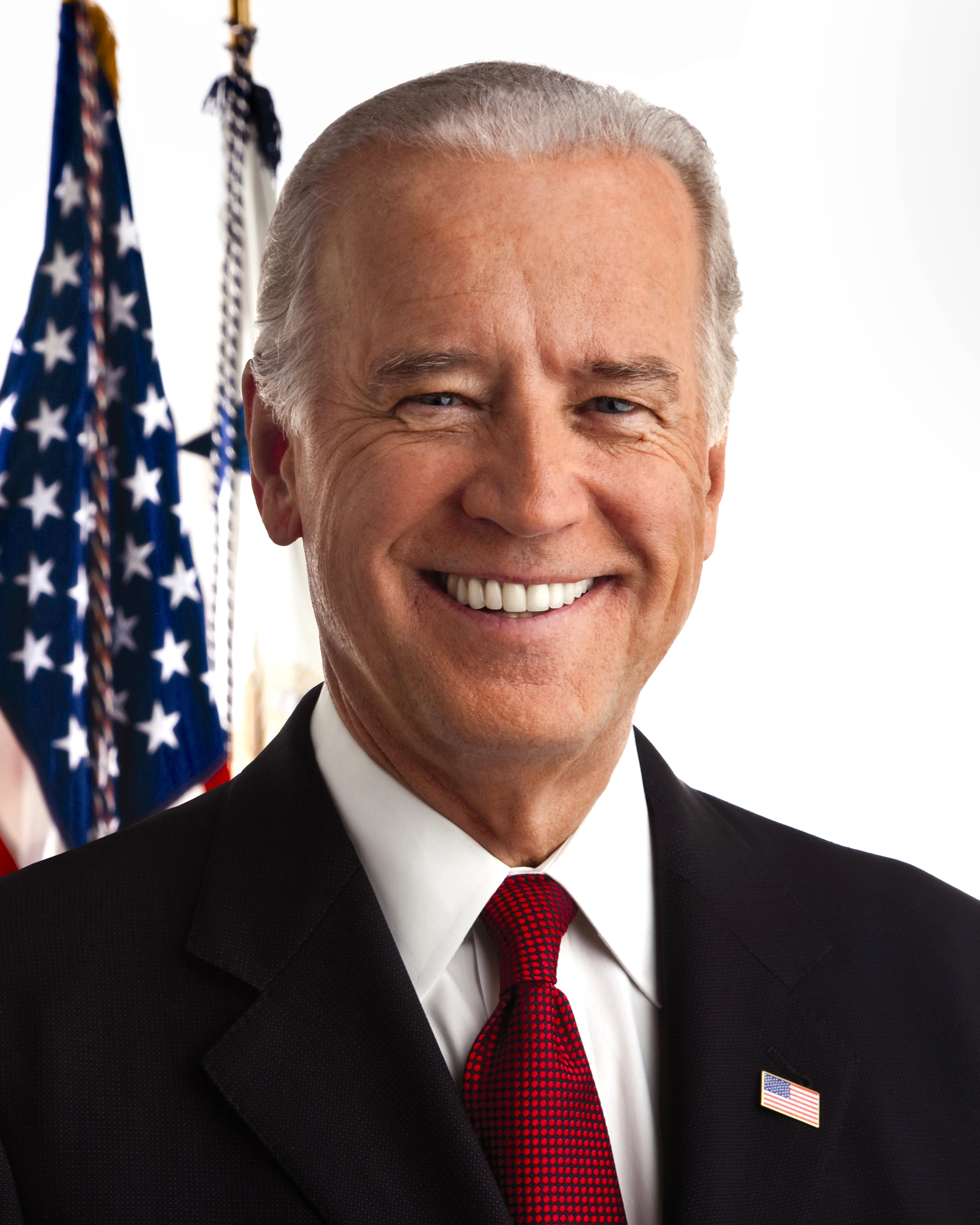
參議院議長：喬·拜登（副總統兼任）
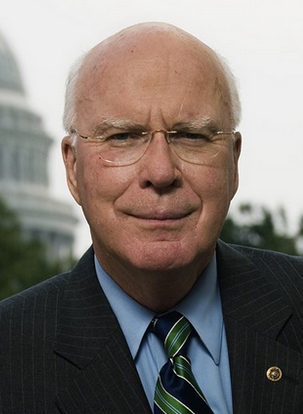
參議院臨時議長：派屈克·萊希
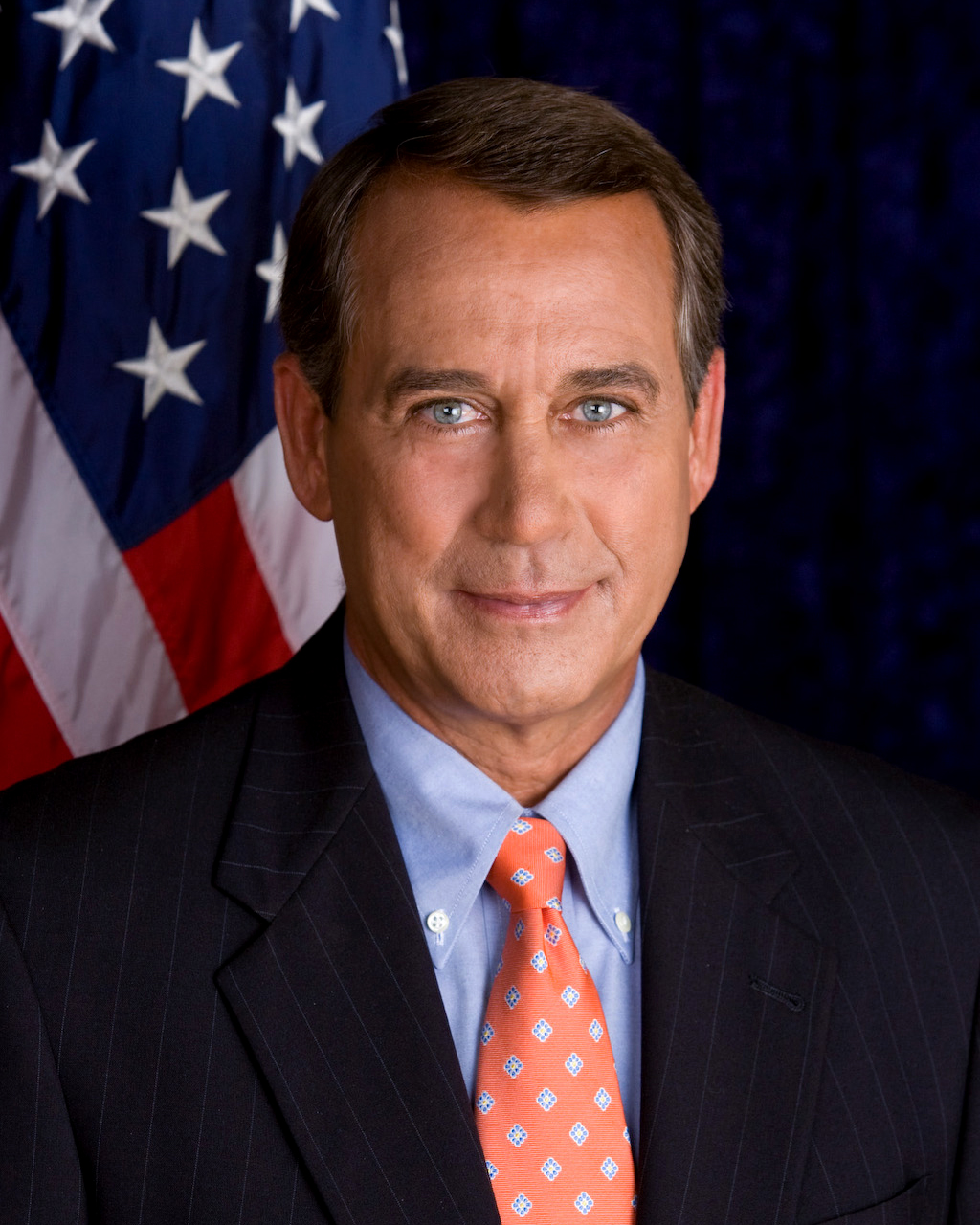
眾議院議長：約翰·博納
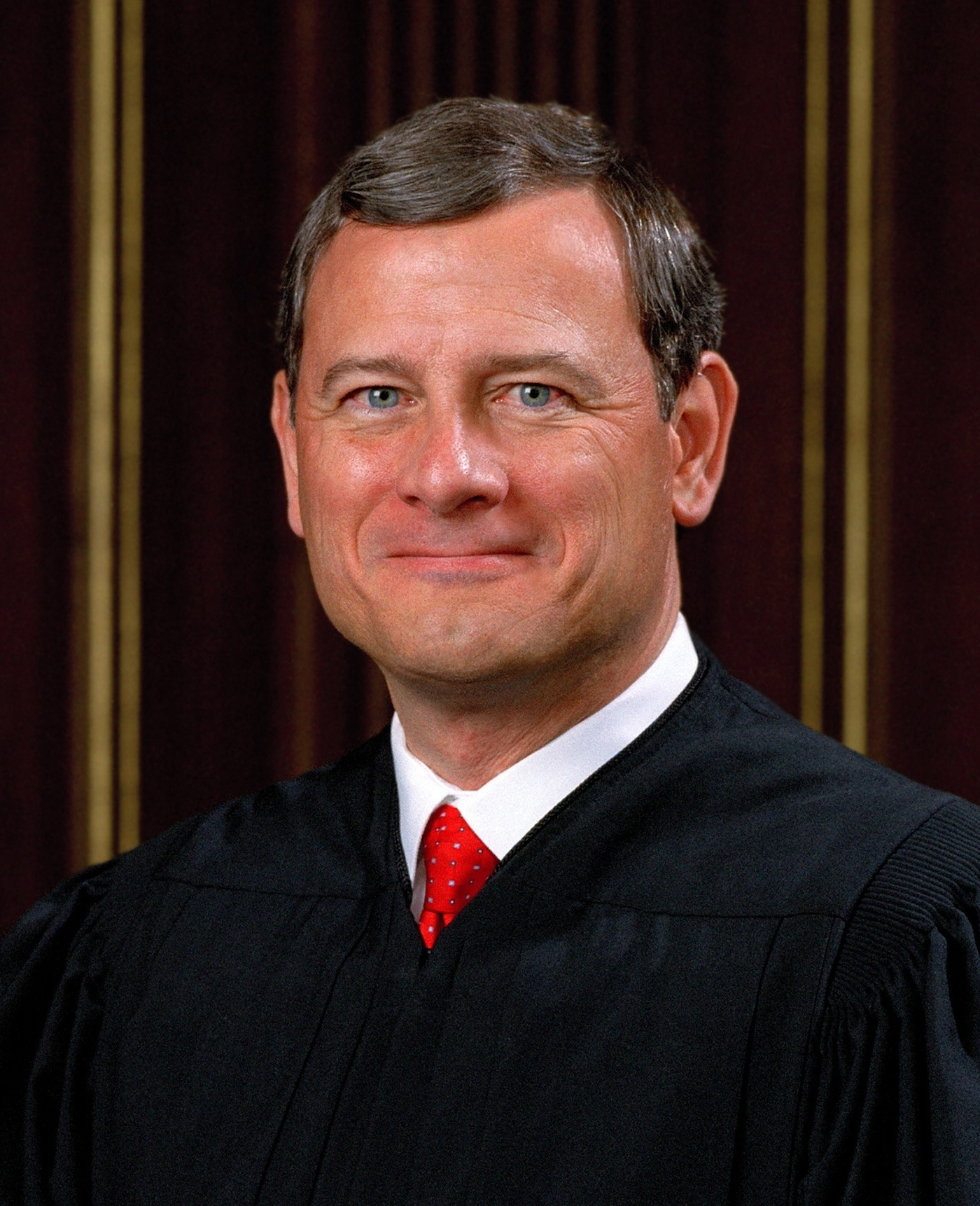
首席大法官：約翰·羅伯茨

## 大事時序

### 1月

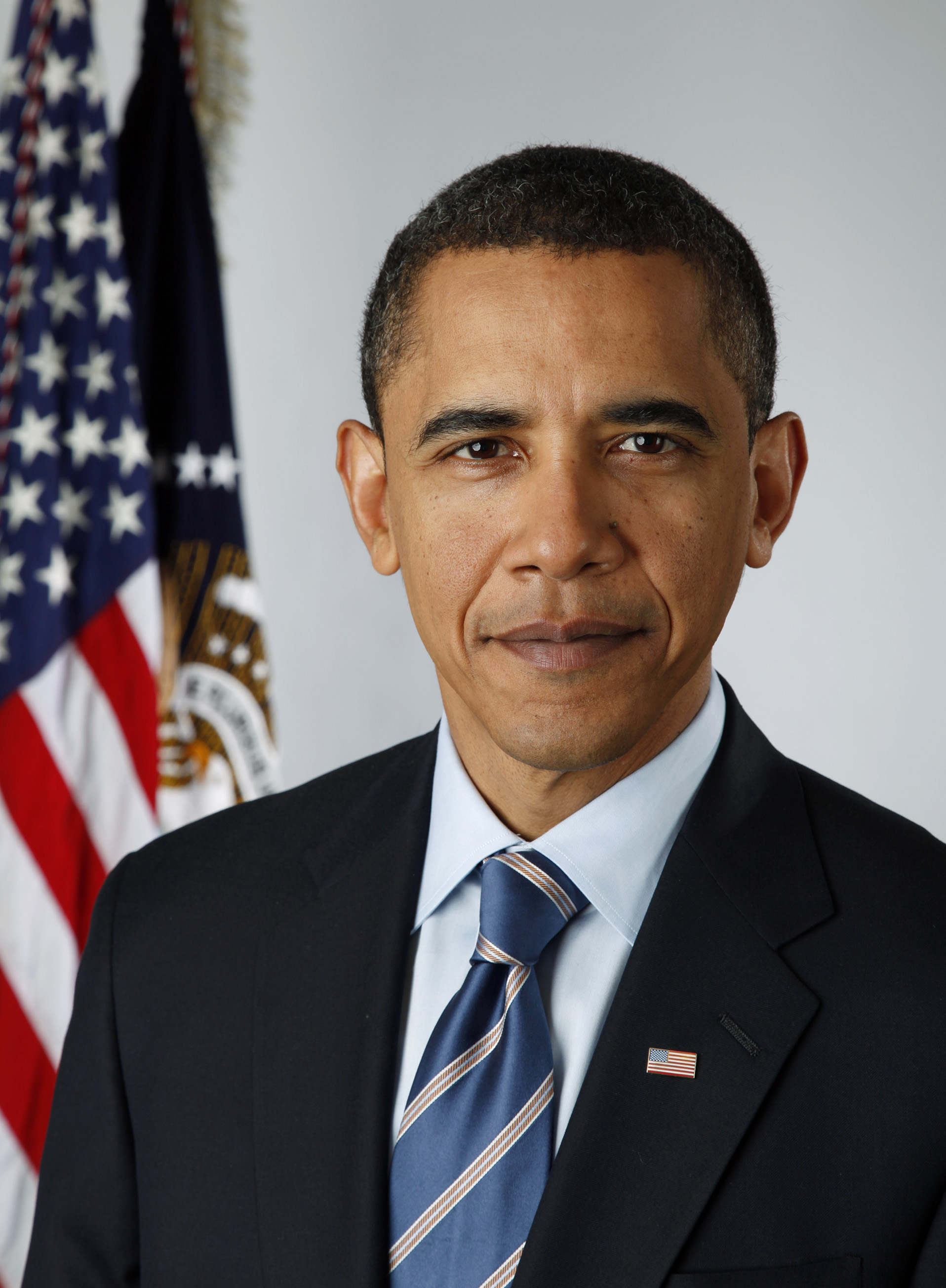
1月20日:美国总统奥巴马开始他的第二任期。

- 1月2日——美國總統奧巴馬在聯邦參眾兩院通過參議院版本預算法案後簽署生效，使美國暫時從財政懸崖中擺脫經濟衰退。
- 1月4日——美國紐約州法庭起訴瑞士最古老的銀行韋格林銀行，因為該銀行協助擁有美國國籍的客戶逃稅。韋格林銀行因此認罪，法院裁定韋格林銀行罪名成立並判處5780萬美元罰款。該銀行在案件宣判後宣布結業[1][2]。
- 1月7日——哈佛－史密松天體物理中心科學家估計，在銀河系內，類似地球尺寸大小的行星最少有170億顆。
- 1月13日——和《悲惨世界》分别获得第70届金球奖最佳剧情片、最佳音乐/喜剧片。
- 1月14日——第七屆環法自行車賽冠軍的美國自行車選手藍斯·阿姆斯壯，在接受美國電視脫口秀主持人歐普拉·溫芙蕾訪談時，首次承認自己確實在賽事中服用非法違禁藥物。
- 1月19日——美國國家航空暨太空總署的好奇號火星探測車在火星發現鈣沉積物，這些物質與在地球上由於水流動於細縫與石頭裂縫間遺留下來的鈣沉積物類似。
- 1月20日——第57屆美国总统就职典礼，成功连任的总统奥巴马再次宣誓就职，开始他的第二任期。

### 2月
- 2月1日——國務卿希拉里·克林頓提出辭職。在國會確認之後，她被約翰·凱瑞取代[3]。

### 7月
- 7月6日：韩亚航空214号班机空难。

### 10月
- 10月1日：2013年美国联邦政府关闭事件

## 逝世
- 1月1日：帕蒂·佩奇，美國知名的傳統流行音樂女歌手。
- 2月1日：宋世廉，曾在马来西亚居銮中华中学担任校长（1971年至1980年）。退休后移民美国。
- 10月1日：湯姆·克蘭西， 以軍事驚悚小說聞名的美國作家。享年66歲。